# Олимпийский теннисный центр (Афины)
Олимпийский теннисный центр (греч. Ολυμπιακό Κέντρο Αντισφαίρισης) — спортивный комплекс, построенный к Олимпийским и Паралимпийским играм 2004 года в Афинах. Расположен в 9 км к северу от греческой столицы и является частью Афинского олимпийского спортивного комплекса.

## Описание
Строительство Олимпийского теннисного центра в Афинах было завершено в феврале 2004 года, а 2 августа он был открыт официально.
На кортах Центра в 2004 году в рамках Олимпийских игр были проведены соревнования по теннису среди мужчин и женщин в одиночных и смешанных разрядах, а также соревнования теннисистов-колясочников в рамках Паралимпиады.
В связи с тем, что олимпийский теннисный турнир проходил непосредственно перед Открытым чемпионатом США, то для кортов Олимпийского центра было выбрано хардовое покрытие, идентичное используемому на кортах американского турнира.
Комплекс включает в себя 16 площадок:
- центральный корт[англ.] вместимостью 8600 зрителей (во время Олимпиады и Паралимпиады вместимость была сокращена до 6000 мест);
- 2 корта вместимостью 4300 зрителей (были сокращены до 3200 мест);
- 13 кортов вместимостью 200 зрителей.

В сентябре 2017 года баскетбольный клуб АЕК заявил о своих планах выкупить центральный корт Центра и переоборудовать его в закрытую баскетбольную арену с возможным увеличением вместимости до 9000—10 000 посадочных мест.